# Montijo (Panama)
Montijo è un comune (corregimiento) della Repubblica di Panama situato nel distretto di Montijo, provincia di Veraguas, di cui è capoluogo. Si estende su una superficie di 58,1 km² e conta una popolazione di 2.288 abitanti (censimento 2010).